# Alick Walker
Alick Donald Walker (26 d'octubre de 1925 - 4 de desembre de 1999) va ser un paleontòleg britànic, del qual rep el nom el gènere de dinosaure Alwalkeria.

## Publicacions seleccionades
- Walker AD. 1964. Triassic reptiles from the Elgin area: Ornithosuchus and the origin of carnosaurs. Philosophical Transactions of the Royal Society of London B 248: 53–134.
- Walker AD. 1972. New light on the origin of birds and crocodiles. Nature 237: 257–263
- Walker AD. 1985. The braincase of Archaeopteryx. In: Hecht MK, Ostrom JH, Viohl G, Wellnhofer P, eds. The Beginnings of Birds, pp. 123–134. Freunde des Jura-Museums Eichstätt, Germany.